# Voetstuk staan
Voetstuk staan is een single van het Nederpopduo Acda en De Munnik uit 2012 van het album 't Heerst.
Het nummer gaat erover dat je nooit ergens op een voetstuk kunt staan (niet boven het maaiveld uitsteken). Voetstuk staan is het openingsnummer van het album 't Heerst.

## NPO Radio 2 Top 2000
| Nummer met noteringen in de NPO Radio 2 Top 2000 | '12  | '13  | '14  |
| ------------------------------------------------ | ---- | ---- | ---- |
| Voetstuk staan                                   | 1144 | 1425 | 1515 |

1. ↑  Een vetgedrukt getal geeft de hoogste notering aan.
2. ↑  2012 was het eerste jaar met een notering voor dit nummer.
3. ↑  Deze tabel is bijgewerkt tot en met de laatste editie (2024).